# Mirpur (underdistrikt i Bangladesh)
Mirpur är ett underdistrikt i Bangladesh. Det ligger i den centrala delen av landet, 150 km väster om huvudstaden Dhaka.
Trakten runt Mirpur består till största delen av jordbruksmark. Runt Mirpur är det mycket tätbefolkat, med 1 463 invånare per kvadratkilometer.